# ジュフリ・タハ
ムハンマド・ジュフリ・ビン・タハ（Muhammad Jufri bin Taha、1985年3月4日 - ）は、Sリーグのゲイラン・インターナショナルFCに所属するサッカー選手。シンガポール代表。ポジションはDF。